# Cretteville
Cretteville é uma ex-comuna francesa na região administrativa da Normandia, no departamento Mancha. Estendeu-se por uma área de 6,75 km². Em 2010 a comuna tinha 230 habitantes (densidade: 34,1 hab./km²).
Em 1 de janeiro de 2016 foi fundida na comuna de Picauville.